# Pelle à vapeur

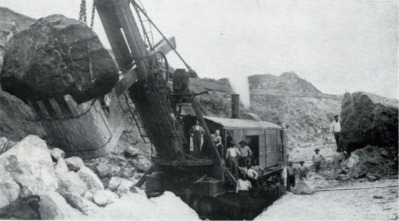
Une pelle à vapeur de la Marion Power Shovel Company creusant le canal de Panama en 1908.

Une pelle à vapeur est une machine d'excavation à vapeur conçue pour soulever et déplacer des matériaux comme la roche et la terre.

## Histoire

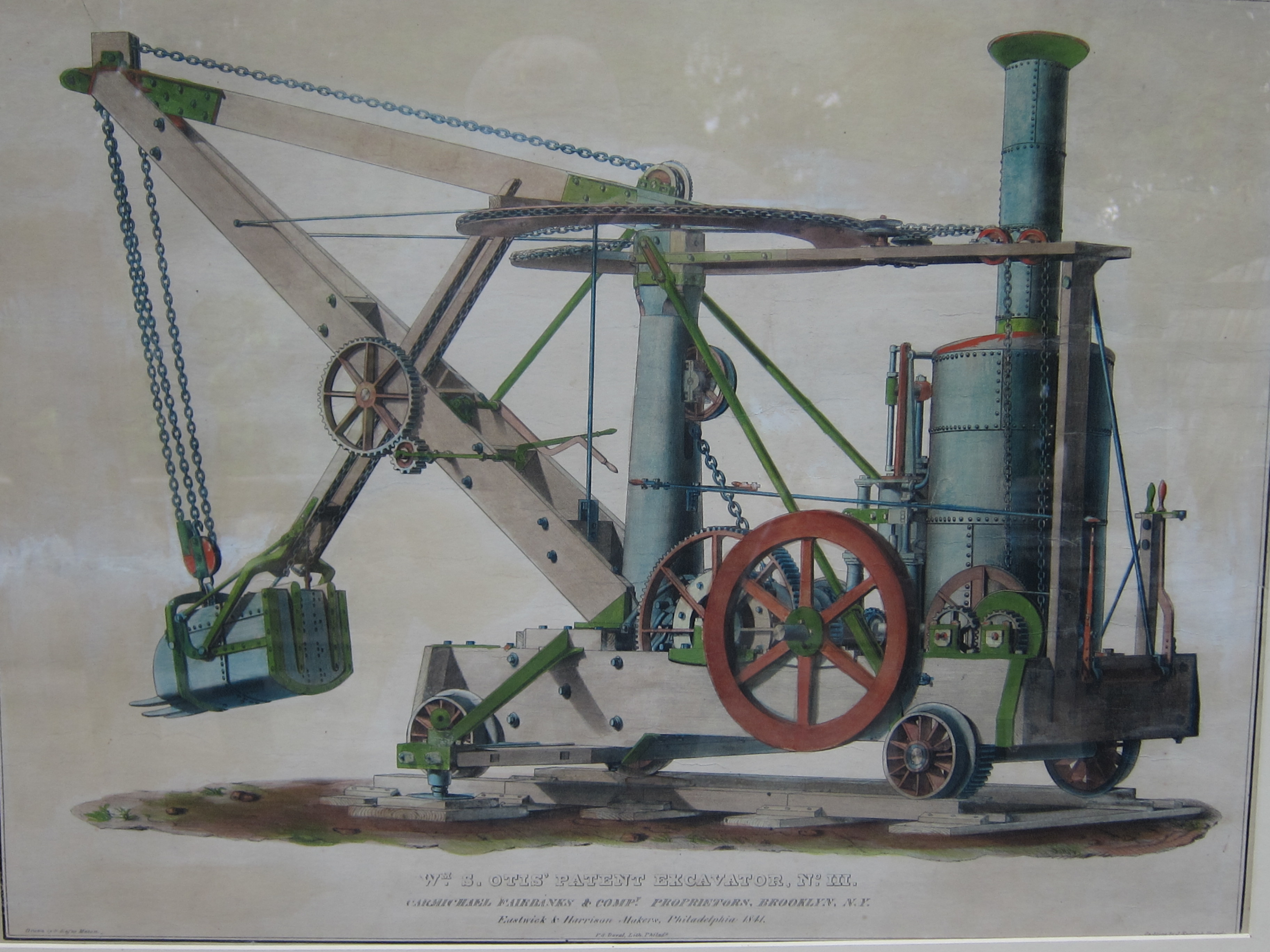
Pelle à vapeur Otis 1841.

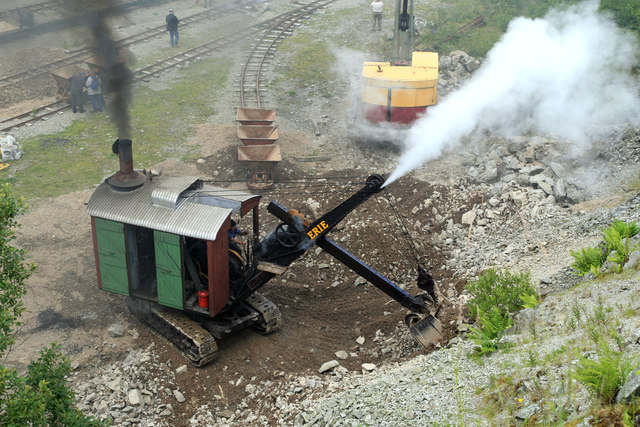
Pelle à vapeur Erie A de 1915.

Inventée en 1796, ce n'est qu'en 1836 qu'apparaît la première pelle brevetée munie d’une flèche mécanisée: la pelle à vapeur Otis [archive]. Les pelles sont alors toutes commandées à l'aide de treuils avec des chaînes et des câbles. C’est en 1897 que la société Kilgore Machine Co., basée à Minneapolis, dépose le brevet d’une pelle, toujours à vapeur, mais entièrement commandée par un système hydraulique. Les pelles de cette époque sont pratiquement toutes montées sur des rails et sont très peu mobiles. Dans les années 1920, les constructeurs commencent à produire des pelles montées sur chenilles ou sur roues. La première pelle pouvant effectuer des rotations de 360° est la Bucyrus 120-B, commercialisée à partir de 1925. En 1914, la Ball Engine Co (fondée à Erie, Pennsylvanie en 1883) commence la production des pelles à vapeur Erie A (godet ½ verge), Erie B (¾ verge) et, en 1925, la Erie B2 (7/8 verge). Ces petites pelles, très bien conçues et durables, dominent le marché; elles contribuent à populariser l'usage des pelles à vapeur sur les chantiers de construction et dans les carrières. En 1927, Bucyrus et Erie fusionnent pour devenir Bucyrus-Erie dont toutes les pelles petit format seront fabriquées à Erie. La Seconde Guerre mondiale amplifie la demande ce qui accélère l'évolution (histoire source [archive]).L'emploi de la pelle hydraulique se développe après 1945. Les pelles à vapeur ont joué un rôle majeur dans les travaux publics au XIXe siècle et dans le premier tiers du XXe siècle. Le fonctionnement d’une pelle à vapeur requiert un opérateur, un chauffeur de bouilloire et un préposé pour fournir l’eau et le charbon; la petite pelle à vapeur Erie A peut déplacer 382,3 m³ par jour tout en consommant 1 tonne de charbon et 11 400 litres d’eau. Le développement de pelles diesel plus simples de fonctionnement et moins chères a fait tomber en disgrâce les pelles à vapeur dans les années 1930.

## Successeurs
Au cours des années 1930, les pelles à vapeur ont été supplantées par des pelles d'excavation à moteur diesel qui actionnait toujours des treuils et des câbles. Ce n'est qu'après la Seconde Guerre mondiale, avec l'avènement de flexibles hydrauliques haute pression robustes, que les pelles hydrauliques plus polyvalentes ont pris le pas sur les pelles à treuil de levage par câble.
De nombreuses pelles à vapeur sont restées à l'œuvre sur les chemins de fer des pays en développement jusqu'à ce que les moteurs diesel les supplantent. 